# Öxarfjörður
Der Öxarfjörður ist eine breite Bucht im Nordosten Islands.
Der Name heißt übersetzt Axtfjord, obwohl er nicht die typische Form eines Fjordes hat. Die Einwohner des Bezirks diskutierten u. a. darüber, ob der Fjord nicht eigentlich Axarfjörður genannt werden müsste. Schließlich entschied man sich aber dagegen. Die Bucht liegt westlich der Halbinsel Melrakkaslétta und östlich der Halbinsel Tjörnes. Nur hier grenzt die Gemeinde Tjörnes an die Bucht, die sonst von der Gemeinde Norðurþing umschlossen ist. Der Öxarfjörður ist knapp 30 km breit und erstreckt sich von der Steilküste der Halbinsel Tjörnes über die flachen Ebenen des Kelduhverfi bis zu den Hügeln von Melrakkaslétta.
Am West- und am Ostufer verläuft der Norðausturvegur . Das Mündungsdelta der Jökulsá á Fjöllum am Südufer umrundet er in größerer Entfernung. Am Ostufer weiter im Norden verläuft der Sléttuvegur , der frühere Verlauf des Norðausturvegurs.
Nach dem Landnámabók waren die ersten Siedler der Gegend Vestmaður, sein Bruder Vémundur und Einar Þorgeirsson. Nachdem sie in Island angekommen waren, segelten sie nach Melrakkaslétta. Dort schlugen sie eine Axt in den Berg Reistargnúpur und gaben dem nahegelegenen Fjord den Namen Öxarfjörður, westlich davon setzten sie einen Adler auf einen Felsen und nannten diesen Arnarþúfa; schließlich stellten sie an einem dritten Ort ein Kreuz auf und nannten den Ort Krossás.
Die Gegend ist insgesamt nicht dicht besiedelt. So findet man hier hauptsächlich verstreute Bauernhöfe. Als einzige größere Ansiedlung gilt der Ort Kópasker mit 137 Einwohnern (2009). Er liegt am Ostufer des Öxarfjörður.
Der Öxarfjörður befindet sich in einer geologisch sehr aktiven Gegend, in der sich die nördliche aktive Vulkan- und Riftzone mit einer Bruchzone kreuzt und nach Westen in Richtung Kolbeinseyjarrücken verschoben wird. Die Bruchzone wird Tjörnes-Bruchzone genannt und ist ca. 70 km breit und etwa 120 km lang. In ihr liegen fünf aktive Vulkansysteme, darunter die der Askja und Krafla. Die Plattentektonik kann während einzelner Unruheperioden Erdbeben einer Stärke zwischen 6 und 7 auf der Richter-Skala hervorbringen.
Mindestens drei aktive Vulkansysteme ragen mit ihren nördlichen Spalten bis in den Fjord: Þeistareykir, Krafla und Fremri-Námur
In den Öxarfjörður mündet neben einigen kleineren Flüssen der Strom Jökulsá á Fjöllum, einer der wasserreichsten Gletscherflüsse Islands, der aus Süden vom Vatnajökull kommt und sich vor der Mündung im Kelduhverfi in mehrere Arme verzweigt, deren bedeutendste Bakkahlaup (im Westen) und Brunná im Osten darstellen.